# Anthony Kennedy (szenátor)
Anthony Kennedy (Baltimore, 1810. december 21. – Annapolis, 1892. július 31.) az Amerikai Egyesült Államok szenátora (Maryland, 1857–1863).